# Tata Safari
Tata Safari — позашляховик, що випускається індійською автомобілебудівною компанією Tata Motors з 1998 по 2019 роки та з 2021 року. 

## Перше покоління (1998)

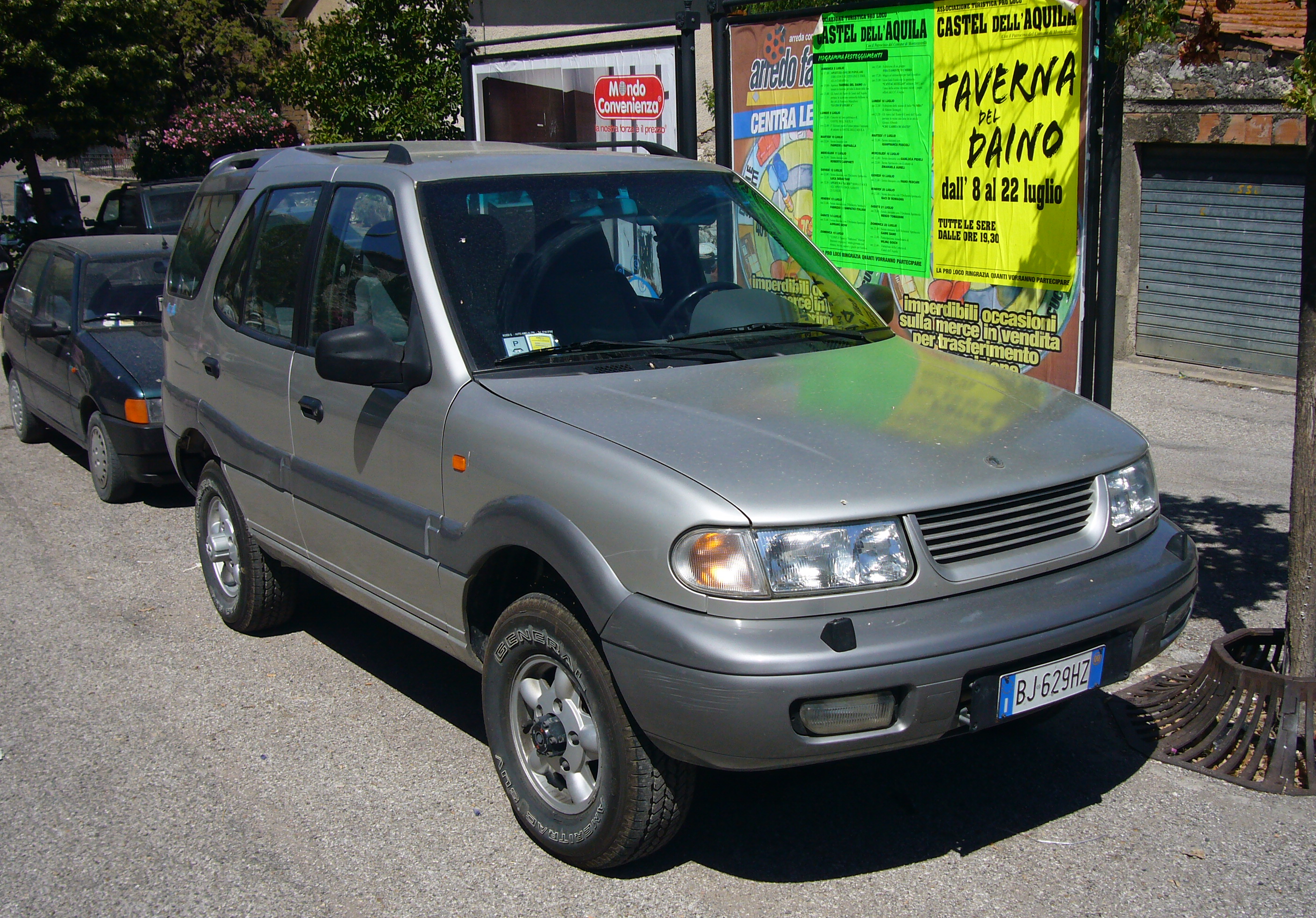
1998-2005 Tata Safari

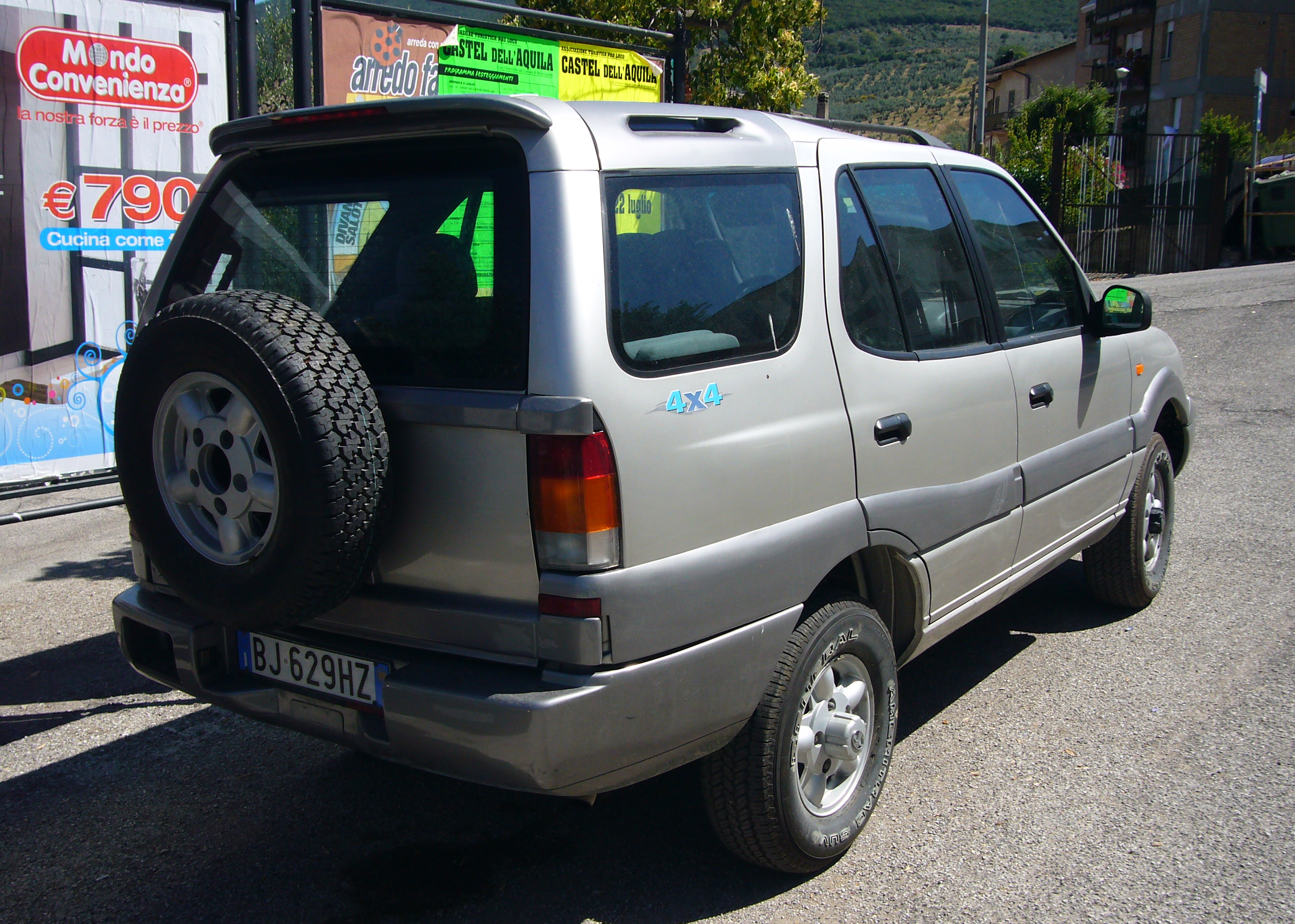
Вид ззаду

Спочатку комплектувався 1,9л турбодизелем потужністю 90 л. У серпні 2005 року з'явилася оновлена версія з 3.0л двигуном DiCOR (DiCOR - абревіатура " D irect Injection Co mmon R ail engine") . Цей двигун перший турбодизель Tata Motors з Common Rail . У 2006 році на моторшоу в Болоньї був представлений Сафарі з 2,2 л двигуном DiCOR потужністю 140 к.с., що задовольняє стандарт Євро-4 , і 5 жовтня 2007 року був запущений у виробництво. У Великобританії модель продавалася під ім'ям Tata Leisure.

### Safari Storme (2012-2019)
Tata Safari Storme був представлений у січні 2012 року під час 11-ї виставки Auto Expo 2012 та випущений у жовтні 2012 року. Safari Storme має нові передні та задні ліхтарі, нову решітку радіатора та змінений дизайн бамперів, заднє запасне колесо було переміщене під підлогу, а задні двері нові. Порівняно з Tata Safari Dicor було зроблено понад сто змін. Кузов цілком новий. Але загальний силует дизайну залишився незмінним.
Платформа Tata X2 була модифікована ззаду за рахунок використання нової п'ятиважільної багатоважільної підвіски (така ж, як у Tata Aria), яка має більш міцні секції шасі з гідроформуванням. Він буде оснащений модернізованою коробкою передач BorgWarner G76-Mark II.
Його 32-розрядний двигун Varicor (технологія змінної турбіни) з електронним керуванням та прямим упорскуванням Common Rail доступний з 5-ступінчастою механічною коробкою передач та потужністю 149 к.с. (110 кВт) при 4000 об/хв та 320 Нм при 1700-2700 об/хв максимального моменту, що крутить. Цей двигун є серйозною модифікацією попереднього двигуна Dicor. У 2015 році був представлений новий двигун 2.2 Varicor 400, який доступний з 6-ступінчастою механічною коробкою як у флагманських версіях 4x2, так і 4x4. Двигун 2.2 Varicor 400 є розвитком попереднього Varicor та розвиває потужність 156 к.с. (115 кВт) при 4000 об/хв і 400 Нм при 1750-2500 об/хв. максимальний момент, що крутить. Двигун Dicor недоступний у Safari Storme.
У грудні 2016 року з Tata Motors було укладено контракт на постачання близько 3192 автомобілів Safari Storm як офіційний автомобіль індійської армії, що став наступником Maruti Gypsy. Tata Safari Storme довелося витримати конкуренцію Mahindra Scorpio, і обидва автомобілі, як повідомляється, пройшли ретельний аналіз, який включав їх випробування на снігу, пересіченій місцевості, а також на болотистій місцевості.
Storme пройшов армійську класифікацію автомобілів GS800 (General Service 800), яка вимагає автомобіля з твердим дахом з корисним навантаженням мінімум 800 кг та кондиціонером.

Storme знаходиться на озброєнні індійської армії та прикордонної служби, а також експортується на Сейшельські острови для поліції Сейшельських островів. У 2019 році десять Safari Storme були передані Татмадау послом Індії у М'янмі.

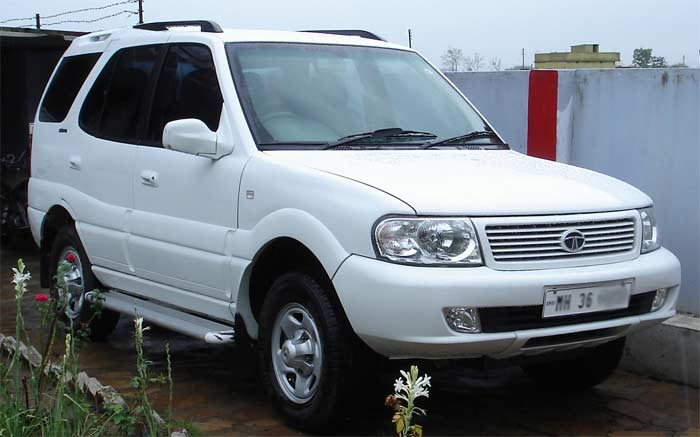
2005-2012 Tata Safari
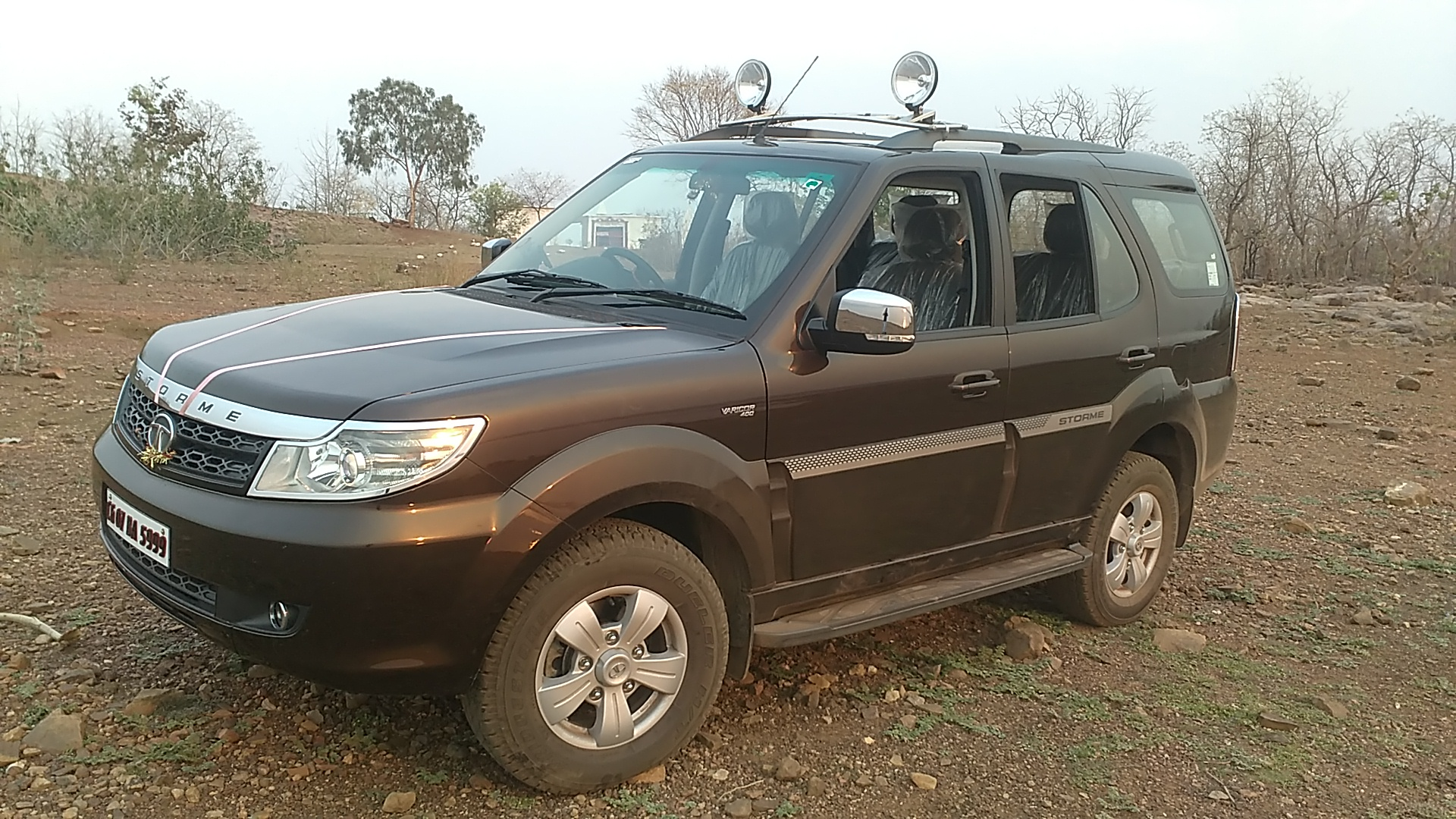
2012-2019 Tata Safari Storme
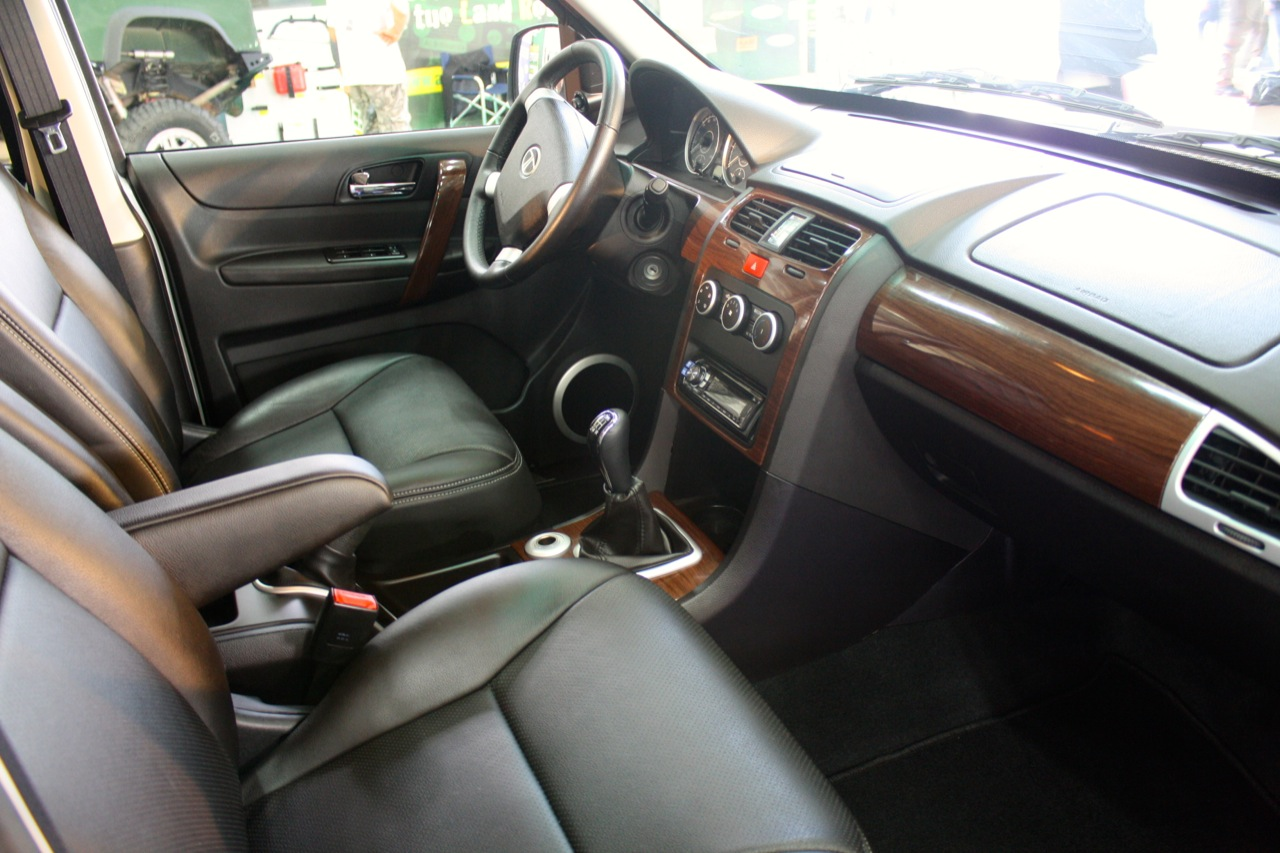

## Друге покоління (2021)
У січні 2021 року було випущено друге покоління. Він оснащений 2-літровим дизельним двигуном I4 з турбонаддувом, який також використовується в Tata Harrier та Jeep Compass. Він поставляється в шести або семимісцевій конфігурації, причому 6-місна версія зустрічається тільки в топової версії XZ Plus.

### Рестайлінг
Рестайлінговий Safari був представлений разом із рестайлінговим Harrier 6 жовтня 2023 року.

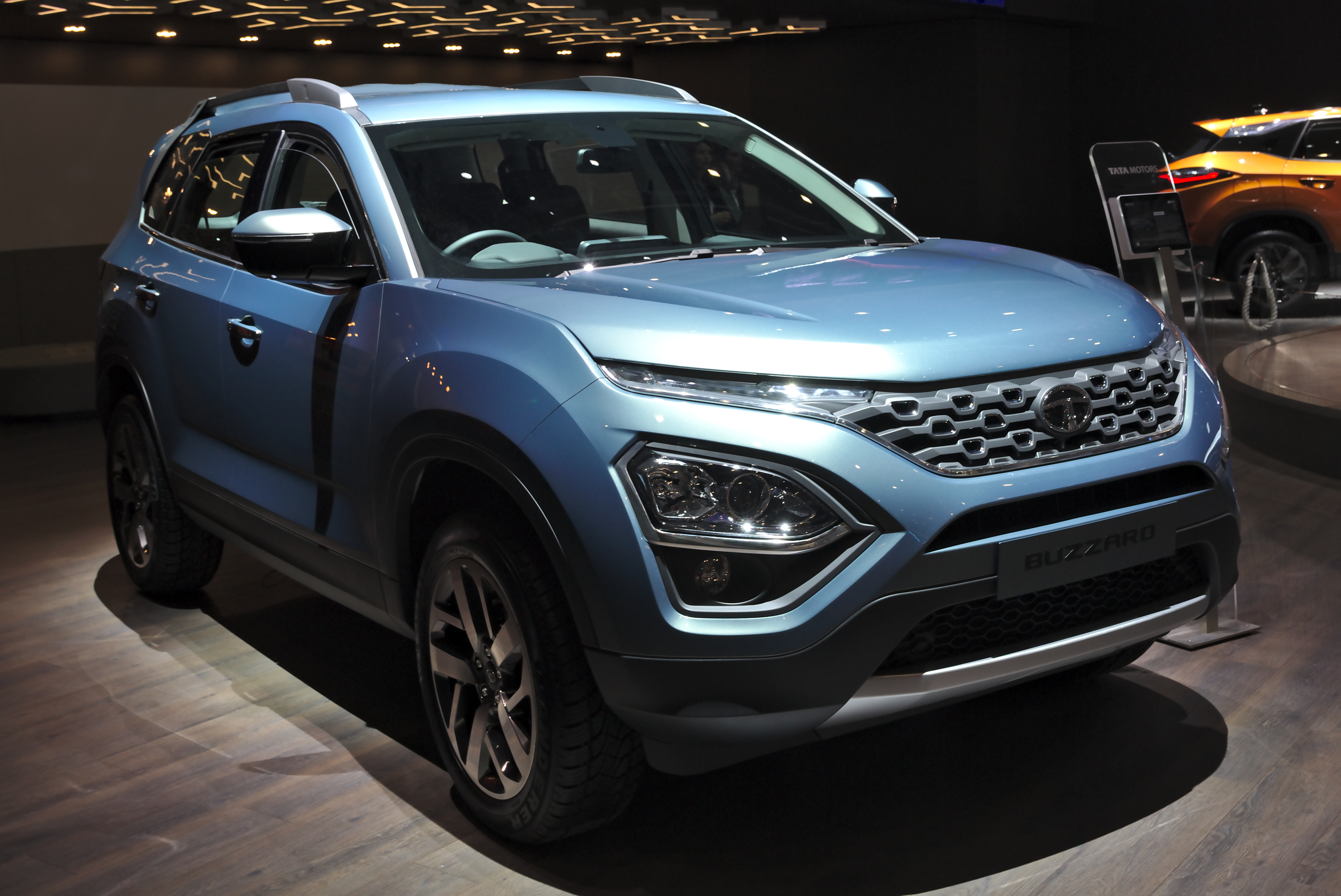
2021- Tata Safari
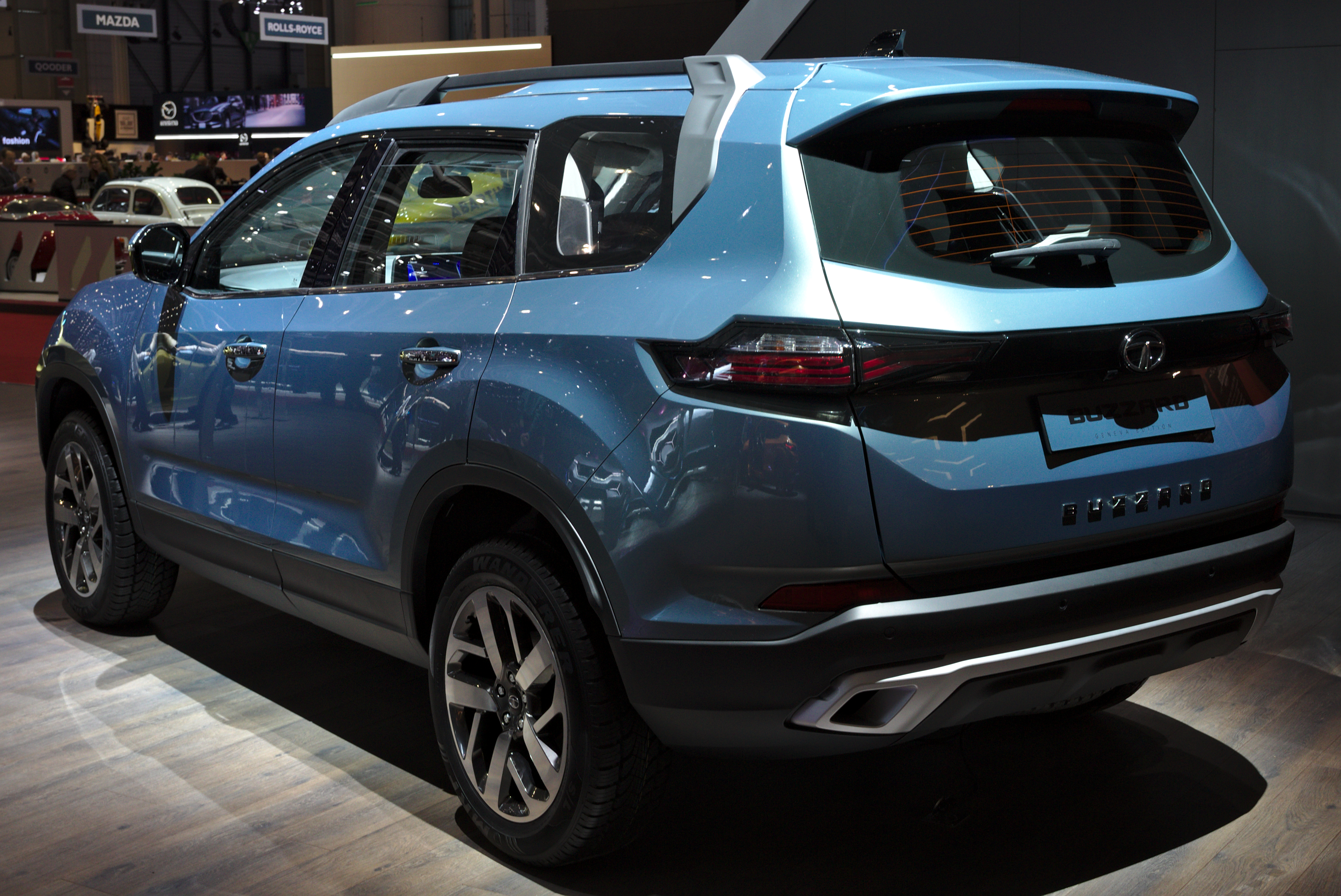
Вид ззаду
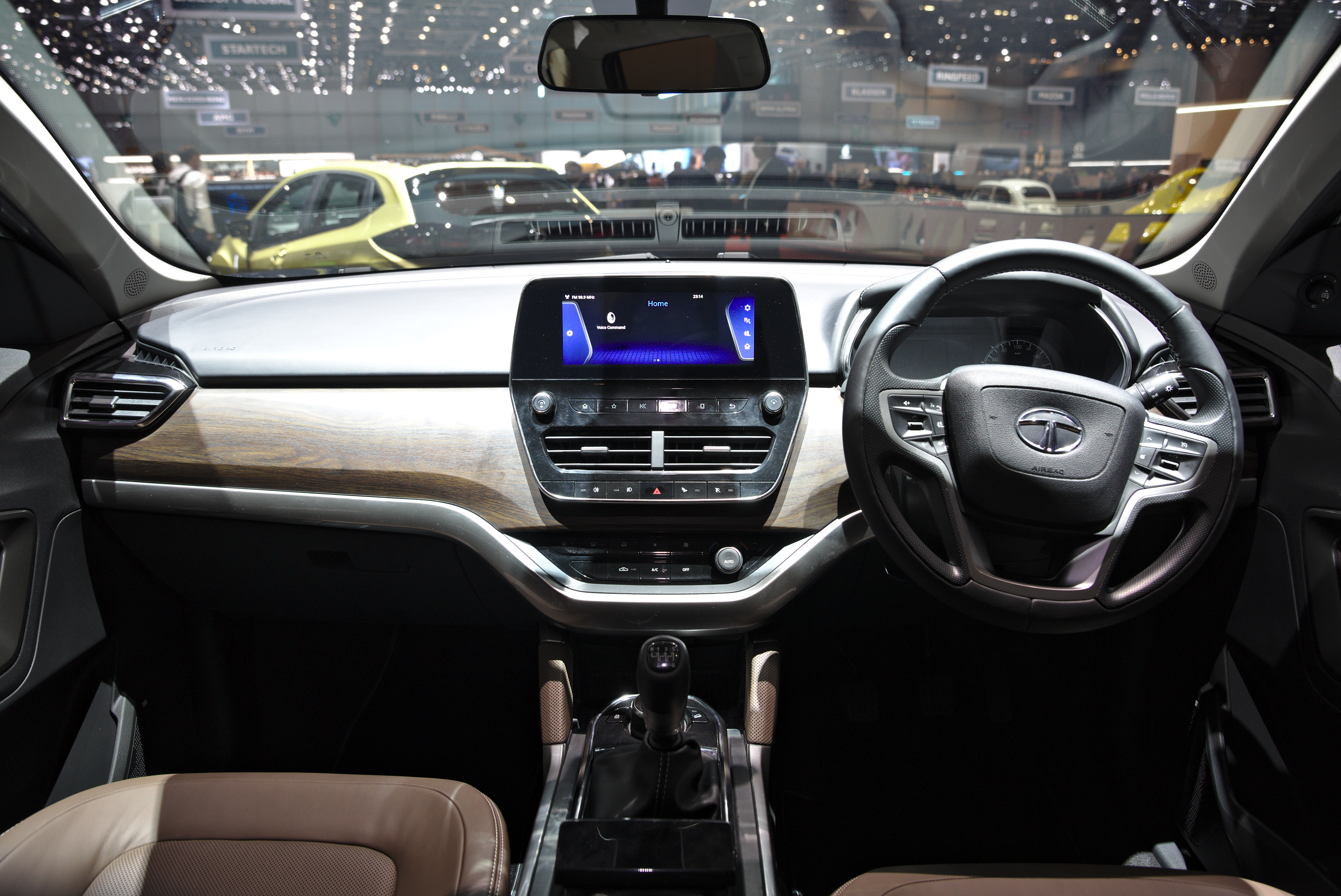
Інтер’єр